# 白梅機場
白梅机场（Bach Mai Airport）是一座位于越南首都河内市青春郡的停用机场，它与内排国际机场、嘉林机场与和乐机场一起成为河内四大机场。该机场距市中心约2公里。该机场有1条跑道，仅长980米。